# Miroszewo
Miroszewo (kaszb. Miròszewò) – osada  w Polsce położona w województwie pomorskim, w powiecie człuchowskim, w gminie Przechlewo.
Niewielka osada kaszubska położona na wschód od Nowej Wsi (zaledwie 5 numerów domów) jest częścią składową sołectwa Nowa Wieś.
W latach 1975–1998 miejscowość położona była w województwie słupskim.